# Gramática do sânscrito
A gramática do sânscrito tem um sistema verbal complexo, uma rica declinação nominal e um uso extensivo de substantivos compostos. Foi estudada e codificada por gramáticos sânscritos do período védico tardio (século VIII a.C., aproximadamente), culminando na gramática pāṇiniana do século IV a.C..

## Tradição gramatical
A tradição gramatical do sânscrito (vyākaraṇa, uma das seis disciplinas do Vedanga) começou no início da Índia védica e culminou no Aṣṭādhyāyī de Pāṇini, que consiste de 3990 sutras (ca. século V a.C.). Após um século, Pāṇini (por volta de 400 a.C.) Kātyāyana compôs Vārtikas sobre os sũtras paninianos sũtras. Patañjali, que viveu três séculos após Pānini, escreveu o Mahābhāṣya, o "Grande Comentário" sobre o Aṣṭādhyāyī e Vārtikas. Devido a esses três antigos gramáticos sânscritos, essa gramática é chamada de Trimuni Vyākarana. Para entender o significado dos sutras, Jayaditya e Vāmana escreveram um comentário chamado Kāsikā 600 d.C.. A gramática paniniana é baseada em 14 Shiva sutras (aforismos), onde todo o Mātrika (alfabeto) é abreviado. Essa abreviação é chamada de Pratyāhara.

## Verbos

### Classificação dos verbos
O sânscrito tem dez classes de verbos divididos em dois grupos principais: atemático e temático. Os verbos temáticos são assim chamados porque um a, chamado de vogal temática, é inserido entre a raiz e a terminação, o que faz com que os verbos temáticos sejam geralmente mais regulares. Expoentes usados na conjugação de verbos incluem prefixos, sufixos, infixos e reduplicação. Cada raiz tem graus zero, guṇa e vṛddhi (não necessariamente de todo distintos). Se V é a vogal do grau zero, a vogal no grau guṇa é tradicionalmente considerada a + V, e a vogal no grau vṛddhi é ā + V.

### Tempo verbal
Os tempos verbais (uma aplicação muito inexata da palavra, já que são usados para expressar mais distinções, e não só tempo) são organizados em quatro 'sistemas' (além de gerúndios e infinitivos, tal como intensivos/frequentativos, desiderativos, causativos e benedictivos derivados de formas mais básicas) baseados em diferentes formas da raiz (derivados de raízes verbais) usados em conjugações. Há quatro sistemas de tempo verbal:
- Presente (presente, imperfeito, imperativo, optativo)
- Perfeito
- Aoristo
- Futuro (futuro, condicional)

#### Sistema do presente
O sistema do presente inclui os tempos verbais presente e pretérito imperfeito, os modos optativo e imperativo, e algumas formas restantes do antigo subjuntivo. A raiz que forma os tempos do presente é formada de várias formas. Os números que seguem são os números dos gramáticos nativos para essas classes.
Para verbos atemáticos, a raiz do tempo presente pode ser formada por
- 2) Nenhuma modificação, por exemplo ad de ad 'comer'.
- 3) Reduplicação prefixada à raiz, por exemplo juhu de hu 'sacrificar'.
- 7) Infixação de na ou n antes da consoante final da raiz (com as mudanças de sandhi apropriadas), por exemplo rundh ou ruṇadh de rudh 'obstruir'.
- 5) Sufixação de nu (forma em guṇa no), por exemplo sunu de su 'pressionar'.
- 8) Sufixação de u (forma em guṇa o), por exemplo tanu de tan 'estirar'. Para propósitos da lingüística moderna, é melhor tratá-la como uma subclasse da quinta. tanu deriva de tnnu, que é o grau-zero de *tannu, porque, no idioma proto-indo-europeu, [m] e [n] podiam ser vogais, que, em sânscrito (e grego), mudaram para [a]. A maior parte dos membros da oitava classe surgiram desta maneira; kar = "criar", "fazer" era da quinta classe no sânscrito védico (krnoti = "ele faz"), mas mudou para a oitava classe no sânscrito clássico (karoti = "ele faz")
- 9) Sufixação de nā (grau zero de nī ou n), por exemplo krīṇa ou krīṇī de krī 'comprar'.

Para verbos temáticos, a raiz do tempo presente pode ser formada por
- 1) Sufixação da vogal temática a com fortalecimento guṇa, por exemplo, bháva de bhū 'ser'.
- 6) Sufixação da vogal temática a com uma mudança de acentuação para essa vogal, por exemplo tudá de tud 'empurrar'.
- 4) Sufixação de ya, por exemplo dī́vya de div 'jogar'.

A décima classe descrita por gramáticos nativos se refere a um processo que é derivacional por natureza, e, portanto, não é uma verdadeira formação de raiz de um tempo verbal. É formada por sufixação de ya com grau guṇa e alongamento da última vogal da raiz, por exemplo bhāvaya de bhū 'ser'.

#### Sistema do perfeito
O sistema do perfeito inclui só o perfeito. A raiz é formada com reduplicação, igual com o sistema presente.
O sistema do perfeito também produz formas "fortes" e "fracas" separadas do verbo — a forma forte é usada com o singular ativo, e a forma fraca com o resto.

#### Sistema do aoristo
O sistema do aoristo inclui o aoristo próprio (com significado de passado indicativo, por ex. abhūḥ "tu foste") e algumas das formas do antigo injuntivo (usado quase exclusivamente com mā em proibições, por ex. mā bhūḥ "não sejas"). A principal distinção dos dois é a presença/falta de um prefixo – a- na raiz.
A raiz do sistema do aoristo, na verdade, tem três formações diferentes: o aoristo simples, o aoristo com reduplicação (semanticamente relacionado ao verbo causativo), e o aoristo sibilante. O aoristo simples é formado diretamente da raiz do verbo (por ex. bhū-: a-bhū-t "ele foi"). O aoristo com reduplicação involve reduplicação, e também redução vocálica da raiz. O aoristo sibilante é formado com a sufixação de s à raiz.

#### Sistema do futuro
O sistema do futuro é formado com a sufixação de sya ou iṣya e guṇa.

## Verbos: Conjugação
Cada verbo possui uma voz verbal: ativo, passivo ou médio. Há também uma voz impessoal, que pode ser descrita como a voz passiva dos verbos intransitivos. Os verbos do sânscrito tem um indicativo, um optativo e um imperativo. Formas mais antigas do idioma tinham um subjuntivo, embora este tenha caído em desuso na época do sânscrito clássico.

### Terminações básicas de conjugação
As terminações de conjugação do sânscrito convêm pessoa, número e voz. Formas diferentes das terminações são usadas dependendo do tempo e modo a que se anexam. Raízes verbais ou as próprias terminações podem ser modificadas ou obscurecidas por sandhi.
|            |                 | Ativo      | Ativo    | Ativo     | Médio  | Médio  | Médio          |
| Singular   | Dual            | Plural     | Singular | Dual      | Plural |        |                |
| ---------- | --------------- | ---------- | -------- | --------- | ------ | ------ | -------------- |
| Primário   | Primeira pessoa | mi         | vás      | más       | é      | váhe   | máhe           |
| Primário   | Segunda pessoa  | si         | thás     | thá       | sé     | ā́the   | dhvé           |
| Primário   | Terceira pessoa | ti         | tás      | ánti, áti | té     | ā́te    | ánte, áte      |
| Secundário | Primeira pessoa | am         | vá       | má        | í, á   | váhi   | máhi           |
| Secundário | Segunda pessoa  | s          | tám      | tá        | thā́s   | ā́thām  | dhvám          |
| Secundário | Terceira pessoa | t          | tā́m      | án, ús    | tá     | ā́tām   | ánta, áta, rán |
| Perfeito   | Primeira pessoa | a          | vá       | má        | é      | váhe   | máhe           |
| Perfeito   | Segunda pessoa  | tha        | áthus    | á         | sé     | ā́the   | dhvé           |
| Perfeito   | Terceira pessoa | a          | átus     | ús        | é      | ā́te    | ré             |
| Imperativo | Primeira pessoa | āni        | āva      | āma       | āi     | āvahāi | āmahāi         |
| Imperativo | Segunda pessoa  | dhí, hí, — | tám      | tá        | svá    | ā́thām  | dhvám          |
| Imperativo | Terceira pessoa | tu         | tā́m      | ántu, átu | tā́m    | ā́tām   | ántām, átām    |

Terminações primárias são usadas com as formas do presente indicativo e do futuro. Terminações secundárias são usadas com o imperfeito, condicional, aoristo e optativo. Terminações do perfeito e do imperativo são usadas com o perfeito e o imperativo, respectivamente.

### Conjugação do presente
A conjugação do sistema do presente lida com todas as formas do verbo que utilizam a raiz do presente. Isso inclui o tempo presente em todos os modos, e também o imperfeito indicativo.

#### Flexão atemática
O sistema do presente diferencia entre formas forte e fraca do verbo. A oposição forte/fraco se manifesta diferentemente dependendo da classe:
- As classes de raiz e reduplicação (2 e 3) não são modificadas nas formas fracas, e recebem guṇa nas formas fortes.
- A classe nasal (7) não é modificada na forma fraca, e estende o nasal para ná na forma forte.
- A classe de nu (5) possui nu na forma fraca e nó na forma forte.
- A classe nā (9) possui nī na forma fraca e nā́ na forma forte. O nī desaparece quando está antes de uma vogal.

O presente indicativo leva terminações primárias, e o imperfeito do indicativo leva terminações secundárias. Formas singulares ativas têm acento na raiz e levam formas fortes, enquanto as outras formas têm o acento nas terminações e levam formas fracas.
|            |                 | Ativo   | Ativo    | Ativo    | Médio     | Médio      | Médio      |
| Singular   | Dual            | Plural  | Singular | Dual     | Plural    |            |            |
| ---------- | --------------- | ------- | -------- | -------- | --------- | ---------- | ---------- |
| Presente   | Primeira pessoa | dvéṣmi  | dviṣvás  | dviṣmás  | dviṣé     | dviṣváhe   | dviṣmáhe   |
| Presente   | Segunda pessoa  | dvékṣi  | dviṣṭhás | dviṣṭhá  | dvikṣé    | dviṣā́the   | dviḍḍhvé   |
| Presente   | Terceira pessoa | dvéṣṭi  | dviṣṭás  | dviṣánti | dviṣṭé    | dviṣā́te    | dviṣáte    |
| Imperfeito | Primeira pessoa | ádveṣam | ádviṣva  | ádviṣma  | ádviṣi    | ádviṣvahi  | ádviṣmahi  |
| Imperfeito | Segunda pessoa  | ádveṭ   | ádviṣṭam | ádvisṭa  | ádviṣṭhās | ádviṣāthām | ádviḍḍhvam |
| Imperfeito | Terceira pessoa | ádveṭ   | ádviṣṭām | ádviṣan  | ádviṣṭa   | ádviṣātām  | ádviṣata   |

O optativo leva terminações secundárias. yā é adicionado à raiz no ativo, e ī no passivo.
|                 | Ativo   | Ativo     | Ativo    | Médio     | Médio       | Médio      |
| Singular        | Dual    | Plural    | Singular | Dual      | Plural      |            |
| --------------- | ------- | --------- | -------- | --------- | ----------- | ---------- |
| Primeira pessoa | dviṣyā́m | dviṣyā́va  | dviṣyā́ma | dviṣīyá   | dviṣīvahi   | dviṣīmahi  |
| Segunda pessoa  | dviṣyā́s | dviṣyā́tam | dviṣyā́ta | dviṣīthās | dviṣīyāthām | dviṣīdhvam |
| Terceira pessoa | dviṣyā́t | dviṣyā́tām | dviṣyus  | dviṣīta   | dviṣīyātām  | dviṣīran   |

O imperativo leva as terminações de imperativo. O acento é variável e afeta a qualidade da vogal. Formas com grau guṇa que gera acento na terminação e aquelas com acento na raiz não têm a vogal afetada.
|                 | Ativo   | Ativo   | Ativo    | Médio   | Médio      | Médio      |
| Singular        | Dual    | Plural  | Singular | Dual    | Plural     |            |
| --------------- | ------- | ------- | -------- | ------- | ---------- | ---------- |
| Primeira pessoa | dvéṣāṇi | dvéṣāva | dvéṣāma  | dvéṣāi  | dvéṣāvahāi | dvéṣāmahāi |
| Segunda pessoa  | dviḍḍhí | dviṣṭám | dviṣṭá   | dvikṣvá | dviṣāthām  | dviḍḍhvám  |
| Terceira pessoa | dvéṣṭu  | dviṣṭā́m | dviṣántu | dviṣṭā́m | dviṣā́tām   | dviṣátām   |

## Flexão nominal
Sânscrito é uma linguagem altamente flexionada com três gêneros gramaticais (masculino, feminino, neutro) e três números (singular, plural, dual). Tem oito casos gramaticais: nominativo, vocativo, acusativo, instrumental, dativo, ablativo, genitivo e locativo.
O número verdadeiro de declinações é debatível. Panini identifica seis karakas correspondentes aos casos nominativo, acusativo, dativo, instrumental, locativo e ablativo . Panini os define do seguinte modo (Ashtadhyayi, I.4.24-54):
1. Apadana (lit. 'tirar'): "(aquele que é) firme quando a partida (ocorre)." Equivale ao caso ablativo, que significa um objeto estacionário de que procede movimento.
2. Sampradana ('favor'): "aquele a quem alguém aponta com o objeto". Equivale ao caso dativo, que significa um recipiente em que um ato de doação ou similar ocorre.
3. Karana ("instrumento") "aquele que dá mais efeitos." Equivale ao caso instrumental.
4. Adhikarana ('locação'): ou "substrato." Equivale ao caso locativo.
5. Karman ('ação'/'objeto'): "o que o agente mais procura atingir". Equivale ao caso acusativo.
6. Karta ('agente'): "ele/aquele que é independente em ação". Equivale ao caso nominativo. (Baseado em Scharfe, 1977: 94)

Possessivo (Sambandha) e vocativo não são mencionados na gramática de Panini.
Nesse artigo as declinações são divididas em cinco. A declinação a que pertence um substantivo é determinada principalmente pela forma.

### O esquema básico de sufixos de declinação para substantivos e adjetivos
O esquema básico é dado na tabela abaixo—válido para quase todos os substantivos e adjetivos. Contudo, de acordo com o gênero e a consoante/vogal de terminação da palavra-raiz não declinada, há regras predeterminadas de sandhi compulsório que então dariam a palavra declinada final. Os parênteses dão as terminações de caso para o gênero neutro, o resto é para os gêneros masculino e feminino. Ambas a escrita devanagari e a transliteração IAST são dadas.
|              | Singular        | Dual           | Plural          |
| ------------ | --------------- | -------------- | --------------- |
| Nominativo   | -स् -s (-म् -m)   | -औ -au (-ई -ī) | -अस् -as (-इ -i) |
| Acusative    | -अम् -am (-म् -m) | -औ -au (-ई -ī) | -अस् -as (-इ -i) |
| Instrumental | -आ -ā           | -भ्याम् -bhyām    | -भिस् -bhis       |
| Dativo       | -ए -e           | -भ्याम् -bhyām    | -भ्यस् -bhyas     |
| Ablativo     | -अस् -as         | -भ्याम् -bhyām    | -भ्यस् -bhyas     |
| Genitivo     | -अस् -as         | -ओस् -os        | -आम् -ām         |
| Locativo     | -इ -i           | -ओस् -os        | -सु -su          |
| Vocativo     | -स् -s (- -)     | -औ -au (-ई -ī) | -अस् -as (-इ -i) |

### raízes com a
Raízes com a (/ə/ ou /aː/) constituem a maior classe de substantivos. Como regra, substantivos pertencentes a essa classe, com a raiz não declinada terminada em a curto (/ə/), são masculinos ou neutros. Substantivos terminados em A longo (/aː/) são quase sempre femininos. Adjetivos com raiz terminada em A são declinados como o masculino e neutro em a curto (/ə/), e feminino em A longo (/aː/) nas suas raízes. Essa classe é tão grande porque também contém as raízes em o proto-indo-européias.
|              | Masculino (kāma-) | Masculino (kāma-) | Masculino (kāma-) | Neutro (āsya- 'boca') | Neutro (āsya- 'boca') | Neutro (āsya- 'boca') | Feminino (kānta- 'amado') | Feminino (kānta- 'amado') | Feminino (kānta- 'amado') |
| Singular     | Dual              | Plural            | Singular          | Dual                  | Plural                | Singular              | Dual                      | Plural                    |                           |
| ------------ | ----------------- | ----------------- | ----------------- | --------------------- | --------------------- | --------------------- | ------------------------- | ------------------------- | ------------------------- |
| Nominativo   | kā́mas             | kā́māu             | kā́mās             | āsyàm                 | āsyè                  | āsyā̀ni                | kāntā                     | kānte                     | kāntās                    |
| Acusativo    | kā́mam             | kā́māu             | kā́mān             | āsyàm                 | āsyè                  | āsyā̀ni                | kāntām                    | kānte                     | kāntās                    |
| Instrumental | kā́mena            | kā́mābhyām         | kā́māis            | āsyèna                | āsyā̀bhyām             | āsyāìs                | kāntayā                   | kāntābhyām                | kāntābhis                 |
| Dativo       | kā́māya            | kā́mābhyām         | kā́mebhyas         | āsyā̀ya                | āsyā̀bhyām             | āsyèbhyas             | kāntāyai                  | kāntābhyām                | kāntābhyās                |
| Ablativo     | kā́māt             | kā́mābhyām         | kā́mebhyas         | āsyā̀t                 | āsyā̀bhyām             | āsyèbhyas             | kāntāyās                  | kāntābhyām                | kāntābhyās                |
| Genitivo     | kā́masya           | kā́mayos           | kā́mānām           | āsyàsya               | āsyàyos               | āsyā̀nām               | kāntāyās                  | kāntayos                  | kāntānām                  |
| Locativo     | kā́me              | kā́mayos           | kā́meṣu            | āsyè                  | āsyàyos               | āsyèṣu                | kāntāyām                  | kāntayos                  | kāntāsu                   |
| Vocativo     | kā́ma              | kā́mau             | kā́mās             | ā́sya                  | āsyè                  | āsyā̀ni                | kānte                     | kānte                     | kāntās                    |

### raízes em i- e u-
|              | Masc. e Fem. (gáti- 'gait') | Masc. e Fem. (gáti- 'gait') | Masc. e Fem. (gáti- 'gait') | Neutro (vā́ri- 'water') | Neutro (vā́ri- 'water') | Neutro (vā́ri- 'water') |
| Singular     | Dual                        | Plural                      | Singular                    | Dual                   | Plural                 |                        |
| ------------ | --------------------------- | --------------------------- | --------------------------- | ---------------------- | ---------------------- | ---------------------- |
| Nominativo   | gátis                       | gátī                        | gátayas                     | vā́ri                   | vā́riṇī                 | vā́rīṇi                 |
| Acusativo    | gátim                       | gátī                        | gátīs                       | vā́ri                   | vā́riṇī                 | vā́rīṇi                 |
| Instrumental | gátyā                       | gátibhyām                   | gátibhis                    | vā́riṇā                 | vā́ribhyām              | vā́ribhis               |
| Dativo       | gátaye, gátyāi              | gátibhyām                   | gátibhyas                   | vā́riṇe                 | vā́ribhyām              | vā́ribhyas              |
| Ablativo     | gátes, gátyās               | gátibhyām                   | gátibhyas                   | vā́riṇas                | vā́ribhyām              | vā́ribhyas              |
| Genitivo     | gátes, gátyās               | gátyos                      | gátīnām                     | vā́riṇas                | vā́riṇos                | vā́riṇām                |
| Locativo     | gátāu, gátyām               | gátyos                      | gátiṣu                      | vā́riṇi                 | vā́riṇos                | vā́riṣu                 |
| Vocativo     | gáte                        | gátī                        | gátayas                     | vā́ri, vā́re             | vā́riṇī                 | vā́rīṇi                 |

|              | Masc. e Fem. (śátru- 'inimigo') | Masc. e Fem. (śátru- 'inimigo') | Masc. e Fem. (śátru- 'inimigo') | Neuter (mádhu- 'mel') | Neuter (mádhu- 'mel') | Neuter (mádhu- 'mel') |
| Singular     | Dual                            | Plural                          | Singular                        | Dual                  | Plural                |                       |
| ------------ | ------------------------------- | ------------------------------- | ------------------------------- | --------------------- | --------------------- | --------------------- |
| Nominativo   | śátrus                          | śátrū                           | śátravas                        | mádhu                 | mádhunī               | mádhūni               |
| Acusativo    | śátrum                          | śátrū                           | śátrūn                          | mádhu                 | mádhunī               | mádhūni               |
| Instrumental | śátruṇā                         | śátrubhyām                      | śátrubhis                       | mádhunā               | mádhubhyām            | mádhubhis             |
| Dativo       | śátrave                         | śátrubhyām                      | śátrubhyas                      | mádhune               | mádhubhyām            | mádhubhyas            |
| Ablativo     | śátros                          | śátrubhyām                      | śátrubhyas                      | mádhunas              | mádhubhyām            | mádhubhyas            |
| Genitivo     | śátros                          | śátrvos                         | śátrūṇām                        | mádhunas              | mádhunos              | mádhūnām              |
| Locativo     | śátrāu                          | śátrvos                         | śátruṣu                         | mádhuni               | mádhunos              | mádhuṣu               |
| Vocativo     | śátro                           | śátrū                           | śátravas                        | mádhu                 | mádhunī               | mádhūni               |

### Raízes em vogal longa
|              | raízes em ā (jā- 'progenia') | raízes em ā (jā- 'progenia') | raízes em ā (jā- 'progenia') | raízes em ī (dhī- 'ideia', 'pensamento', 'meditação') | raízes em ī (dhī- 'ideia', 'pensamento', 'meditação') | raízes em ī (dhī- 'ideia', 'pensamento', 'meditação') | raízes em ū (bhū- 'terra') | raízes em ū (bhū- 'terra') | raízes em ū (bhū- 'terra') |
| Singular     | Dual                         | Plural                       | Singular                     | Dual                                                  | Plural                                                | Singular                                              | Dual                       | Plural                     |                            |
| ------------ | ---------------------------- | ---------------------------- | ---------------------------- | ----------------------------------------------------- | ----------------------------------------------------- | ----------------------------------------------------- | -------------------------- | -------------------------- | -------------------------- |
| Nominativo   | jā́s                          | jāú                          | jā́s                          | dhī́s                                                  | dhíyāu                                                | dhíyas                                                | bhū́s                       | bhúvāu                     | bhúvas                     |
| Acusativo    | jā́m                          | jāú                          | jā́s, jás                     | dhíyam                                                | dhíyāu                                                | dhíyas                                                | bhúvam                     | bhúvāu                     | bhúvas                     |
| Instrumental | jā́                           | jā́bhyām                      | jā́bhis                       | dhiyā́                                                 | dhībhyā́m                                              | dhībhís                                               | bhuvā́                      | bhūbhyā́m                   | bhūbhís                    |
| Dativo       | jé                           | jā́bhyām                      | jā́bhyas                      | dhiyé, dhiyāí                                         | dhībhyā́m                                              | dhībhyás                                              | bhuvé, bhuvāí              | bhūbhyā́m                   | bhūbhyás                   |
| Ablativo     | jás                          | jā́bhyām                      | jā́bhyas                      | dhiyás, dhiyā́s                                        | dhībhyā́m                                              | dhībhyás                                              | bhuvás, bhuvā́s             | bhūbhyā́m                   | bhūbhyás                   |
| Genitivo     | jás                          | jós                          | jā́nām, jā́m                   | dhiyás, dhiyā́s                                        | dhiyós                                                | dhiyā́m, dhīnā́m                                        | bhuvás, bhuvā́s             | bhuvós                     | bhuvā́m, bhūnā́m             |
| Locativo     | jí                           | jós                          | jā́su                         | dhiyí, dhiyā́m                                         | dhiyós                                                | dhīṣú                                                 | bhuví, bhuvā́m              | bhuvós                     | bhūṣú                      |
| Vocativo     | jā́s                          | jāú                          | jā́s                          | dhī́s                                                  | dhiyāu                                                | dhíyas                                                | bhū́s                       | bhuvāu                     | bhúvas                     |

### Raízes emṛ
Raízes em ṛ são predominantemente derivados de agente, como dātṛ 'doador', embora também inclua termos relacionados a parentesco, como pitṛ́ 'pai', mātṛ́ 'mãe' e svásṛ 'irmã'.
|              | Singular | Dual      | Plural    |
| ------------ | -------- | --------- | --------- |
| Nominativo   | pitā́     | pitárāu   | pitáras   |
| Acusativo    | pitáram  | pitárāu   | pitṝ́n     |
| Instrumental | pitrā́    | pitṛ́bhyām | pitṛ́bhis  |
| Dativo       | pitré    | pitṛ́bhyām | pitṛ́bhyas |
| Ablativo     | pitúr    | pitṛ́bhyām | pitṛ́bhyas |
| Genitivo     | pitúr    | pitrós    | pitṝṇā́m   |
| Locativo     | pitári   | pitrós    | pitṛ́ṣu    |
| Vocativo     | pítar    | pitárāu   | pitáras   |

Ver também Flexão Devi, Flexão Vrkis.

## Pronomes pessoais e determinadores
Os pronomes de primeira e segunda pessoa são declinados de modo parecido, tendo por analogia assimilado-se um com o outro.
Nota: Quando duas formas são dadas, a segunda é enclítica e uma forma alternativa. Ablativos em singular e plural podem ser estendidos pela sílaba -tas; daí mat ou mattas, asmat ou asmattas.
|              | Primeira pessoa | Primeira pessoa | Primeira pessoa | Segunda pessoa | Segunda pessoa | Segunda pessoa  |
| Singular     | Dual            | Plural          | Singular        | Dual           | Plural         |                 |
| ------------ | --------------- | --------------- | --------------- | -------------- | -------------- | --------------- |
| Nominativo   | aham            | āvām            | vayam           | tvam           | yuvām          | yūyam           |
| Acusativo    | mām, mā         | āvām, nau       | asmān, nas      | tvām, tvā      | yuvām, vām     | yuṣmān, vas     |
| Instrumental | mayā            | āvābhyām        | asmābhis        | tvayā          | yuvābhyām      | yuṣmābhis       |
| Dativo       | mahyam, me      | āvābhyām, nau   | asmabhyam, nas  | tubhyam, te    | yuvābhyām, vām | yuṣmabhyam, vas |
| Ablativo     | mat             | āvābhyām        | asmat           | tvat           | yuvābhyām      | yuṣmat          |
| Genitivo     | mama, me        | āvayos, nau     | asmākam, nas    | tava, te       | yuvayos, vām   | yuṣmākam, vas   |
| Locativo     | mayi            | āvayos          | asmāsu          | tvayi          | yuvayos        | yuṣmāsu         |

O demonstrativo ta, declinado abaixo, também funciona como o pronome da terceira pessoa.
|              | Masculino | Masculino | Masculino | Neutro | Neutro  | Neutro   | Feminino | Feminino | Feminino |
| Singular     | Dual      | Plural    | Singular  | Dual   | Plural  | Singular | Dual     | Plural   |          |
| ------------ | --------- | --------- | --------- | ------ | ------- | -------- | -------- | -------- | -------- |
| Nominativo   | sás       | tāú       | té        | tát    | té      | tā́ni     | sā́       | té       | tā́s      |
| Acusativo    | tám       | tāú       | tā́n       | tát    | té      | tā́ni     | tā́m      | té       | tā́s      |
| Instrumental | téna      | tā́bhyām   | tāís      | téna   | tā́bhyām | tāís     | táyā     | tā́bhyām  | tā́bhis   |
| Dativo       | tásmāi    | tā́bhyām   | tébhyas   | tásmāi | tā́bhyām | tébhyas  | tásyāi   | tā́bhyām  | tā́bhyas  |
| Ablativo     | tásmāt    | tā́bhyām   | tébhyam   | tásmāt | tā́bhyām | tébhyam  | tásyās   | tā́bhyām  | tā́bhyas  |
| Genitivo     | tásya     | táyos     | téṣām     | tásya  | táyos   | téṣām    | tásyās   | táyos    | tā́sām    |
| Locativo     | tásmin    | táyos     | téṣu      | tásmin | táyos   | téṣu     | tásyām   | táyos    | tā́su     |

## Compostos
Outra característica notável do sistema nominal é o uso muito comum de compostos nominais, que podem ser enormes (10+ palavras) como em algumas linguagens modernas, como o alemão. Compostos nominais ocorrem com várias estruturas, mas, morfologicamente falando, são essencialmente a mesma coisa. Cada substantivo (ou adjetivo) fica na sua forma radical (fraca), e somente o último elemento recebe flexão de caso. Alguns exemplos de compostos nominais incluem:
Dvandva (coordenativo)
Estes consistem em duas ou mais raízes nominais, conectadas, em sentido, com a conjunção 'e'. Há dois tipos principais de construções dvandva em sânscrito. A primeira é chamada de itaretara dvandva, uma palavra composta enumerativa, cujo significado se refere a todos os seus membros constituintes. A palavra composta resultante fica no número dual ou plural e leva o gênero do último membro da construção composta. Por exemplo, rāma-lakşmaņau – Rama e Lakshmana, ou rāma-lakşmaņa-bharata-śatrughnāh – Rama, Lakshmana, Bharata e Satrughna. O segundo tipo é chamado de samāhāra dvandva, uma palavra composta coletiva, cujo significado se refere à coleção dos seus membros constituintes. A palavra composta resultante fica no número singular e sempre neutro em gênero. Por exemplo, pāņipādam – membros, literalmente mãos e pés, de pāņi = mão e pāda = pé. De acordo com alguns gramáticos, há um terceiro tipo de dvandva, chamado de ekaśeşa dvandva, ou composto residual, que leva número dual (ou plural) somente no seu membro constituinte final, por exemplo, pitarau para mātā + pitā, mãe + pai, isto é, pais. De acordo com outros gramáticos, no entanto, o ekaśeşa não é nem propriamente um composto.
Bahuvrīhi (possessivo)
Bahuvrīhi, ou "muito-arroz", denota uma pessoa rica—que tem muito arroz. Compostos bahuvrīhi referem-se (por exemplo) a um substantivo composto sem substantivo principal -- o composto que se refere a algo que, por si mesmo, não é parte do composto. Por exemplo, "cabeça-oca" e "cara-de-pau" são compostos bahuvrihi, já que cabeça-oca não é um tipo de cabeça, e cara-de-pau não é um tipo de rosto. (E um muito-arroz não é um tipo de arroz.) Compare com substantivos compostos mais comuns, como "moinho-de-vento" (um tipo de moinho) ou "óculos de sol" (um tipo de óculos). Bahurvrīhis podem ser geralmente traduzidos como "que possui..." ou "de..."; por exemplo, "que possui muito arroz", ou "de muito arroz".
Tatpuruṣa (determinativo)
Há muitos tatpuruṣas (um para cada caso nominal, e alguns outros além); em um tatpuruṣa, o primeiro componente está em uma relação de caso com o outro. Por exemplo, em inglês, doghouse (dog, 'cachorro' e house, 'casa') é um composto dativo, uma casa "para" um cachorro, uma "casa de cachorro", e seria chamado de "caturtitatpuruṣa" (caturti refere-se ao quarto caso—isto é, o dativo). Incidentalmente, "tatpuruṣa" é um tatpuruṣa ("esse homem"—significando o agente de alguém), enquanto "caturtitatpuruṣa" é um karmadhārya, sendo ambos dativos, e um tatpuruṣa. Um jeito fácil de entender isso é olhar em exemplos de tatpuruṣas do inglês (em português, não há tatpuruṣas): "battlefield" (battle, 'batalha' e field, 'campo', "campo de batalha"), em que há uma relação genitiva entre "field" e "battle", "um field de battle", um "campo de batalha"; outros exemplos incluem relações instrumentais ("thunderstruck" = "fulminado") e relações locativas ("towndwelling" = "habitante de cidades").
Karmadhāraya (descritivo)
A relação do primeiro membro ao segundo é aposicional, atributiva ou adverbial, por exemplo, uluka-yatu (coruja+demônio) é um demônio em forma de coruja.
Amreḍita (iterativo)
Repetição de uma palavra expressa repetitividade, por exemplo, dive-dive 'dia a dia', 'diariamente'.
Dvigu

## Sintaxe
Devido ao complexo sistema de declinações do sânscrito, a ordem das palavras é livre (com tendência de SOV) (sujeito + objeto + verbo).

## Numerais
Os números de um a dez:
1. éka-
2. dwa-
3. tri-
4. chatus-
5. páñcan-
6. ṣáṣ-
7. saptán-
8. aṣṭá-
9. návan-
10. dáśan-

Os números de um a quatro são declináveis. Éka é declinado como um adjetivo pronominal, mas a forma dual não ocorre. Dvá só aparece no dual. Trí e catúr são declinados irregularmente:
|              | Três     | Três     | Três      | Quatro     | Quatro     | Quatro      |
| Masculino    | Neutro   | Feminino | Masculino | Neutro     | Feminino   |             |
| ------------ | -------- | -------- | --------- | ---------- | ---------- | ----------- |
| Nominativo   | tráyas   | trī́ṇi    | tisrás    | catvā́ras   | catvā́ri    | cátasras    |
| Acusativo    | trīn     | trī́ṇi    | tisrás    | catúras    | catvā́ri    | cátasras    |
| Instrumental | tribhís  | tribhís  | tisṛ́bhis  | catúrbhis  | catúrbhis  | catasṛ́bhis  |
| Dativo       | tribhyás | tribhyás | tisṛ́bhyas | catúrbhyas | catúrbhyas | catasṛ́bhyas |
| Ablativo     | tribhyás | tribhyás | tisṛ́bhyas | catúrbhyas | catúrbhyas | catasṛ́bhyas |
| Genitivo     | triyāṇā́m | triyāṇā́m | tisṛṇā́m   | caturṇā́m   | caturṇā́m   | catasṛṇā́m   |
| Locativo     | triṣú    | triṣú    | tisṛ́ṣu    | catúrṣu    | catúrṣu    | catasṛ́ṣu    |